# Carlo Villano
Carlo Villano (Capua, 25 agosto 1969) è un vescovo cattolico italiano, dal 20 giugno 2023 vescovo di Pozzuoli e di Ischia.

## Biografia
Nasce a Capua, sede arcivescovile in provincia di Caserta, il 25 agosto 1969.

### Formazione e ministero sacerdotale
Dopo la maturità scientifica compie l'iter formativo in preparazione al sacerdozio presso il Pontificio seminario interregionale "San Luigi" a Posillipo.
Il 29 giugno 1995 è ordinato presbitero, nella cattedrale di San Paolo ad Aversa, dal vescovo Lorenzo Chiarinelli.
Consegue il baccellierato e la licenza in teologia presso la Pontificia facoltà teologica dell'Italia meridionale – Sezione San Luigi Gonzaga di Posillipo; si laurea poi in filosofia presso l'Università degli Studi di Napoli Federico II e nel 2013 consegue il dottorato in teologia morale presso l'Accademia alfonsiana di Roma con una tesi intitolata Significato e verità: implicazioni etiche della filosofia di Donald Davidson.
Dal 1996 al 1999 è vicario parrocchiale presso la parrocchia di San Michele Arcangelo ad Aversa. Nel 1999 l'arcivescovo Mario Milano lo nomina parroco della parrocchia di San Luca Evangelista a Varcaturo, in comune di Giugliano in Campania. Nel 2013 è poi nominato parroco della parrocchia dei Santi Filippo e Giacomo ad Aversa dal vescovo Angelo Spinillo. Lo stesso vescovo Spinillo, nel 2021, lo nomina parroco in solidum della parrocchia dei Santi Filippo e Giacomo ad Aversa (insieme al presbitero Antonio Fabozzi che è contestualmente nominato moderatore).
In diocesi ricopre numerosi incarichi: dal 2010 al 2017 è direttore dell'Ufficio comunicazioni sociali, dal 2015 al 2018 dirigente scolastico del liceo Innico Caracciolo annesso al seminario vescovile di Aversa, cappellano della sottosezione UNITALSI di Aversa. Dal 2017 è membro del Consiglio presbiterale e del Collegio dei consultori, ricoprendo anche l'incarico di vicario episcopale per il Settore carità e società degli uomini.
Nel 2019 il vescovo Angelo Spinillo lo sceglie come referente dalla diocesi di Aversa per la tutela dei minori e delle persone vulnerabili. Dopo un lungo percorso nel mondo Scout, nel 2020 è nominato assistente ecclesiastico nazionale per la Branca Rover/Scolte dell'Agesci.

### Ministero episcopale
Il 3 luglio 2021 papa Francesco lo nomina vescovo ausiliare di Pozzuoli e vescovo titolare di Sorres. Il 19 settembre seguente riceve l'ordinazione episcopale, in piazza Antonio De Curtis a Monterusciello, dal vescovo Gennaro Pascarella, co-consacranti i vescovi Angelo Spinillo e Francesco Marino.
Il 20 giugno 2023 lo stesso pontefice lo nomina vescovo di Pozzuoli e di Ischia, sedi unite in persona episcopi; succede a Gennaro Pascarella, dimessosi per raggiunti limiti di età. Prende possesso della diocesi di Pozzuoli il 19 settembre e di quella di Ischia il 23 settembre.

## Genealogia episcopale
La genealogia episcopale è:
- Cardinale Scipione Rebiba
- Cardinale Giulio Antonio Santori
- Cardinale Girolamo Bernerio, O.P.
- Arcivescovo Galeazzo Sanvitale
- Cardinale Ludovico Ludovisi
- Cardinale Luigi Caetani
- Cardinale Ulderico Carpegna
- Cardinale Paluzzo Paluzzi Altieri degli Albertoni
- Papa Benedetto XIII
- Papa Benedetto XIV
- Papa Clemente XIII
- Cardinale Marcantonio Colonna
- Cardinale Giacinto Sigismondo Gerdil, B.
- Cardinale Giulio Maria della Somaglia
- Cardinale Carlo Odescalchi, S.I.
- Cardinale Costantino Patrizi Naro
- Cardinale Lucido Maria Parocchi
- Papa Pio X
- Cardinale Gaetano De Lai
- Cardinale Raffaele Carlo Rossi, O.C.D.
- Cardinale Amleto Giovanni Cicognani
- Cardinale Salvatore Pappalardo
- Vescovo Antonio Riboldi, I.C.
- Vescovo Gennaro Pascarella
- Vescovo Carlo Villano

## Araldica
| Stemma | Blasonatura |
| ------ | --- |
|        | Interzato in pergola rovesciata: nel 1º di rosso, al libro aperto d'oro attraversato da una spada posta in palo dello stesso; nel 2º d'azzurro, alle 2 anfore d'oro poste in fascia accompagnate da una stella a 8 raggi dello stesso posta in capo; nel 3º di cielo, ai 2 monti di verde attraversati da un sentiero d'oro, sormontati da una croce di Gerusalemme dello stesso e moventi da un mare d'azzurro a 2 fasce ondate d'argento. Il suo motto episcopale è "Per Evangelium vos genui", che significa "Vi ho generati mediante il Vangelo", ed è tratto dal capitolo 4, versetto 15, della prima lettera ai Corinzi di San Paolo. |

## Pubblicazioni
- Carlo Villano, Il percorso della verità Donald Davidson. Interpretare il principio di carità, Napoli, Luciano, 2011, ISBN 978-88-6026-147-2.
- Carlo Villano, Significato e verità: implicazioni etiche nella filosofia di Donald Davidson, Napoli, Luciano, 2013, ISBN 978-88-6026-191-5.
- Carlo Villano, Il dovere ermeneutico per una storicità della Tradizione, in Nappa E. (a cura di), Come lampada che brilla in un luogo oscuro. Il credere oggi nei diversi contesti di vita, Trapani, Il pozzo di Giacobbe, 2013, ISBN 978-88-6124-508-2.
- Carlo Villano, Il "Noi". Un contributo alla categoria della speranza, in Bortone G.P., Graziano P. e Nappa E. (a cura di), Nella speranza siamo salvati. Attesa, fiducia, prospettiva negli orizzonti del presente, Trapani, Il pozzo di Giacobbe, 2014, ISBN 978-88-6124-304-0.
- Carlo Villano, Interpretare nel principio di carità. Una proposta filosofica per l'uomo contemporaneo, in Cumerlato V. e Graziano P. (a cura di), ... ma la più grande è la Carità. Educare all'amore come sfida del presente, Trapani, Il pozzo di Giacobbe, 2015, ISBN 978-88-6124-628-7.